# Ti sento (Matia Bazar)
Ti sento è un brano musicale dei Matia Bazar, pubblicato come singolo dalla Ariston nel 1985, estratto dall'album Melanchólia e scritto da Carlo Marrale, Sergio Cossu e Aldo Stellita.
Fu un grande successo internazionale, con versioni in spagnolo ed inglese, intitolate rispettivamente Te siento e I Feel You: nella seconda metà del 1986 ha raggiunto il primo posto nelle classifiche del Belgio, il secondo in quelle olandesi e l'undicesimo in Germania.

## Versioni dei Matia Bazar
Il brano è stato interpretato in italiano dai Matia Bazar con tutte le soliste che si sono succedute nel tempo come voci del gruppo.
| Anno           | Album                                                                                  | Solista            |
| -------------- | -------------------------------------------------------------------------------------- | ------------------ |
| 1985           | Melanchólia                                                                            | Antonella Ruggiero |
| 1995           | Radiomatia                                                                             | Laura Valente      |
| 2000 2002 2015 | Brivido caldo Messaggi dal vivo (live) Matia Bazar 40th Anniversary Celebration (live) | Silvia Mezzanotte  |
| 2007           | One1 Two2 Three3 Four4                                                                 | Roberta Faccani    |
| 2022           | The Best of Matia Bazar                                                                | Luna Dragonieri    |

La tabella riassume in ordine cronologico le versioni originali su album registrate da ciascuna delle cantanti.
Il brano in inglese è stato cantato solo da Antonella Ruggiero, che l'ha inciso sui singoli ufficiali (vedi Sezione Tracce).
I Feel You è stata inserita nel 1987 come bonus track nella ristampa su CD dell'album Melanchólia e rimasterizzata nelle raccolte Sentimentale: le più belle canzoni d'amore... (2001), The Platinum Collection (2007) e Fantasia - Best & Rarities (2011); in quest'ultima è presente la nuova rimasterizzazione della versione estesa (durata 6:59), mentre nelle altre figura il vecchio remix 'accorciato' (4:18).
Il brano in spagnolo è stato cantato sia da Antonella Ruggiero, che l'ha inciso sui singoli ufficiali (vedi Sezione Tracce), sia da Silvia Mezzanotte che, con un testo diverso ma più aderente a quello italiano, l'ha inserito nell'album Escalofrío cálido del 2000.
Te siento, cantato dalla Ruggiero, è presente nell'edizione dell'album Melancolía destinato ai mercati latini nella versione remix di MoiMix e anche nella raccolta Fantasia - Best & Rarities del 2011 con la versione rimasterizzata del singolo ufficiale.

## Classifiche
| Classifica (1985/86) | Miglior posizione |
| -------------------- | ----------------- |
| Belgio (Fiandre)     | 1                 |
| Germania             | 11                |
| Italia               | 1                 |
| Paesi Bassi          | 2                 |

## Versioni di Antonella Ruggiero

### Registrazioni moderne (1997)
Nel 1997 la stessa Antonella Ruggiero include una nuova versione del brano, eseguita insieme al gruppo dei Timoria che curano anche l'arrangiamento, nel suo secondo album da solista Registrazioni moderne. Il CD, che è una raccolta in cui Antonella reinterpreta, con la collaborazione di altri gruppi, canzoni dell'epoca in cui era stata la voce dei Matia Bazar, viene ristampato nel 1998 e rimasterizzato nel 2006.

### Quando facevo la cantante (2018)
Nel 2018 Antonella Ruggiero include una versione rinnovata del brano nel secondo CD dell'album raccolta Quando facevo la cantante. Questa versione è eseguita con la partecipazione di Stefano Barzan.

## Versione degli Scooter
Nel 2009 il gruppo musicale tedesco degli Scooter pubblica Ti sento come secondo singolo estratto dall'album Under the Radar Over the Top.

## Altre versioni
Nell'edizione 1994/95 è stata eseguita una cover all'interno della trasmissione televisiva Non è la RAI dalla cantante Cinzia Baldana e interpretata sul palco da Maria Grazia Befi, successivamente inserita nella compilation Non è la Rai gran finale.
Nel 1996 Irene Cara pubblica una cover in inglese con un nuovo testo dal titolo You need me (Ti sento).
Nel 2000 la versione in inglese del brano è inserita come ultima traccia nell'album Sons of Thunder dalla band power metal italiana Labyrinth.
Nel 2005 una cover, interpretata da Gennaro Cosmo Parlato, è inclusa nell'album Che cosa c'è di strano?.
Chris Lowe, tastierista del duo inglese Pet Shop Boys, ha inserito il brano nella raccolta della serie Back to Mine, nella quale il duo presenta i propri brani preferiti. La raccolta, che ha per titolo Back to Mine: Pet Shop Boys (2005), contiene anche un secondo CD con i brani scelti dal cantante del duo Neil Tennant.
Nel 2009 una cover del brano in italiano, interpretata proprio da Roberto Tiranti, cantante dei Labyrinth, ospite del gruppo gothic metal italiano dei Maledia, è inclusa in She and her Darkness, primo album ufficiale della band.
Nel 2010 i Joe Dibrutto eseguono una versione lounge per l'album Maccaroni soul (Irma, IRM 680 CD).
Nel 2015, Annalisa interpreta una cover del brano al Festival di Sanremo 2015. La canzone è poi inserita nel suo quarto album, Splende.
Sempre nel 2015, durante la terza edizione di The Voice of Italy, Carola Campagna interpreta una cover del brano, tra l'altro molto apprezzata dai coach e dal pubblico.
Nel 2023 il dj e produttore Bob Sinclar propone un proprio remix del brano in chiave dance.
Nel 2024 il dj e produttore Zio Peter ha prodotto un proprio remix dance del brano You Need Me della compianta Irene Cara.

## Tracce
1985 - ITALIA.

Singolo 7" (Ariston AR 00969)

Lato A
1. Ti sento – 4:13 (testo: Aldo Stellita – musica: Sergio Cossu, Carlo Marrale)

Lato B
1. Fiumi di parole – 4:09 (testo: Giancarlo Golzi, Aldo Stellita – musica: Sergio Cossu, Carlo Marrale)

Maxi singolo 12" (Ariston ARX 16040)

Lato A
1. I Feel You – 6:54 (testo: Sandy Marton – musica: Sergio Cossu, Carlo Marrale) – mix Ma-Ma

Lato B
1. Ti sento (versione estesa) – 5:40

1986 - SPAGNA

Singolo 7" (Ariola A-107 812)

Lato A
1. Te siento – 4:01 (testo: Carlos Ramón – musica: Sergio Cossu, Carlo Marrale)

Lato B
1. Fiumi di parole – 4:08

Maxi singolo 12" (Ariola Eurodisc F-601.925)

Lato A
1. Te siento – 4:01
2. Fiumi di parole – 4:08

Lato B
1. I Feel You – 6:54 – mix Ma-Ma

1986 - GERMANIA

Singolo 7" (Ariola – 108 096, per il mercato europeo)

Lato A
1. Ti sento – 4:13

Lato B
1. Fiumi di parole – 4:05

Maxi singolo 12" (Blow Up – INT 125.553)

Lato A
1. Ti sento (versione estesa) – 5:40

Lato B
1. I Feel You (edited version) – 4:18
2. Fiumi di parole – 4:09